# Hasmonea Lwów
El Hasmonea Lwów fue un equipo de fútbol de Polonia que jugó en la Ekstraklasa, la primera división nacional.

## Historia
Fue fundado en el año 1908 en la ciudad de Lwow con el nombre KS Hasmonea por una docena de miembros de la comunidad judía de la ciudad y su nombre es por los asmoneos, la antigue dinastía gobernante de Judea. Adolf Kohn fue elegido su primer presidente. Inicialmente, la actividad del club se limitaba a organizar partidos puntuales destinados a estrechar lazos en la comunidad judía de la ciudad. El club continuó sucesivamente con la contratación de nuevos jugadores y aumentó su eficiencia, la Membrana de Janów fue elegida como sede del club en expansión. En 1910 la asociación de fútbol de Austria (Lwow pertenecía al Imperio austrohúngaro en ese momento) clasificó a los asmoneos al fútbol de segunda clase del imperio, y tres años más tarde el club contaba con cuatro equipos de fútbol y más de cincuenta atletas.
El festival Lag-baomer, cuya primera edición se celebró en Lviv en 1913 en el estadio alquilado del Pogoń Lwów, desempeñó un papel importante en la promoción del fútbol entre la comunidad judía. Frente a la audiencia de varios miles de espectadores, hubo desfiles de atletas y un partido de fútbol entre los hasmoneos y Makkabi Kraków. La segunda edición de este festival deportivo judío tuvo lugar en 1914.
Después de la Primera Guerra Mundial el club se reactivó en 1919 como Żydowski Klub Sportowy, el nombre de antes de la guerra regresó en la asamblea general del 19 de febrero de 1922. Al mismo tiempo, se tomó cada vez más en cuenta la construcción de su propio estadio ya que el ejército se negó a aceptar el reingreso a los terrenos de Janów. La elección recayó en Krzywczyce, donde en la primavera de 1920 se arrendó un terreno fuera del peaje de Łyczakowska. La puesta en marcha del nuevo estadio se retrasó significativamente por el estallido de la guerra polaco-bolchevique en el mismo año. Las obras finalizaron en el verano de 1923, y la inauguración oficial tuvo lugar el 7 de julio, que estuvo acompañada de un encuentro invitado con el equipo húngaro Vivo SC Budapest. Además de la nueva instalación deportiva, el club adquirió varios jugadores de gran valor, como Szymon Birnbach, Fluhr y Zucker del Pogoń Lwów o Zygmunt Steuermann del Korona Sambor. Con el tiempo también se crean nuevas secciones como tenis de mesa y hockey sobre hielo.
En 1923, Hasmonea ingresó a la segunda edición de la clase A de Lviv, y finalmente ocupó el cuarto lugar entre seis equipos. El club disponía de un gran presupuesto para aquellos tiempos y por ello se decidió contratar a un nuevo entrenador. En febrero de 1924 Maurycy Szlesser, vicepresidente de Hasmonea, viajó a Viena para este propósito, donde contrató a Friedrich Kerr, un jugador del Wolfsberger AC y del Hakoah Viena, siete veces seleccionado de Austria entre 1916-1918. Bajo su liderazgo, el club jugó varios partidos con clubes extranjeros, así como con Polonia Varsovia (1: 2) y Legia de Varsovia (4: 1) en Varsovia. Después de su liberación en 1925, Friedrich Kerr inició un escándalo al escribir una carta al periódico "New Age" acusando al Hasmonea, Pogoń, Czarnych y Sparta de ser profesionales, este hecho contribuyó indirectamente a la formación de la Liga Polaca en 1927. Poco después de la partida de Kerr, el club ganó la copa de la Asociación Regional de Fútbol de Lviv, y el 30 de septiembre de 1925, los hasmoneos contribuyeron a relajar las relaciones polaco-ucranianas al jugar, tras una pausa de once años, el primer partido oficial. partido de la selección polaca con la selección ucraniana ( Ucrania Lviv ), ganando 4-1. En 1926, la Asociación Polaca de Fútbol sancionó a nueve jugadores del Hasmonea por supuesta profesionalidad, tres de ellos dimitieron y abandonaron el club. En el mismo año, también tres jugadores (Zygmunt Steuermann, Izydor Redler y Ludwik Schneider) de los jugadores "blancos y azules" debutaron con la selección polaca en el partido contra Turquía, y Steuermann anotó 3 goles.

### Temporada 1927
En 1927 el Hasmonea debutó como una de los equipos fundadores de la Ekstraklasa. El resultado del primer partido (derrota 1-7 con el Pogoń Lwów) fue anulado por falta de trámites. Una controversia similar despertó el partido contra Warta Poznań, ganado por los jugadores de Lviv 7: 5, que no fue alcanzado por el árbitro, que fue reemplazado por un jugador local de Lviv. En última instancia, Warta renunció a todos los reclamos solo en abril de 1928. El club finalisó en el 11.º lugar; 8 victorias, 7 empates, 11 derrotas; 55 goles marcados (incluyendo los 23 de Steuermann y 14 de Alexander Mahler); 78 goles encajados.

### Temporada 1928
La temporada siguiente fue incluso más mala que la anterior por parte de los hasmoneos. Nuevamente el Hasmonea entró en conflicto con la Asociación Polaca de Fútbol. El vínculo de esto fue el "desprecio de las obligaciones monetarias" hacia la Asociación Polaca de Fútbol. La decisión de la comunidad judía de prohibir los deportes durante el derbi con el Czarny Lwow el 23 de septiembre también resultó importante. Los jugadores de Hasmonea abandonaron el campo en el primer minuto de este partido, y el partido se clasificó como perdido en beneficio del Czarny. El conflicto con la Asociación Polaca de Fútbol comenzó al final de la temporada, todos los encuentros de Hasmonea se consideraron perdidos para sus oponentes.

### Los siguientes años
Tras ser relegado a la Klase A, la dirección decidió reorganizar las actividades del club. Primero, la sección de fútbol no recibió la mayor atención. A partir de 1929, se revivió el festival Lag-baomer. Se cambió de sede dos veces, se saldaron las deudas acumuladas durante los partidos ligueros. En 1930, Hasmonea se unió a la Asociación Universal Maccabi. La popular sección de ping-pong estaba mejorando cada vez más, en 1932 ocupó el tercer lugar y un año después ganó el campeonato polaco por equipos. El mejor jugador de tenis de mesa de Hasmonea fue Alojzy Ehrlich, cuartofinalista del campeonato mundial en 1933, medallista de bronce en 1935 y medallista de plata en 1936, 1937 y 1939. La tragedia ocurrió en 1932, cuando se incendió (después de quemar deliberadamente en llamas) el estadio del club.
Por ello, la celebración del 25 aniversario de su existencia se llevó a cabo en el estadio Czarni, y pronto algunos activistas y futbolistas abandonaron el ŻKS, como Steuermann, Izydor Redler, Ludwik Schneider. Sin embargo, se completó hasta el estallido de Segunda Guerra Mundial.
El equipo desaparecería en 1939 a causa de la ocupación nazi de Lwow.

## Galería

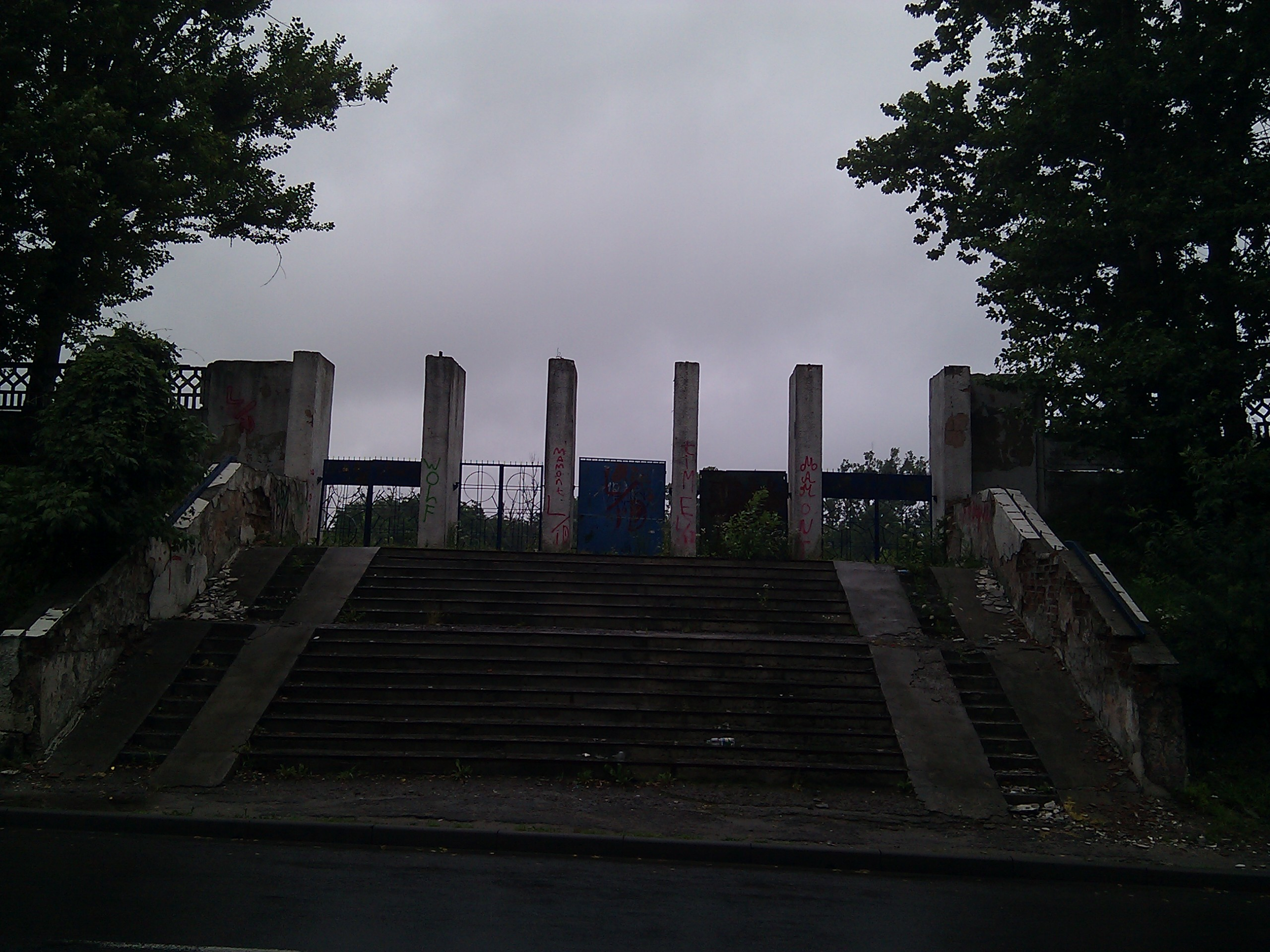
El Torpedo Stadium (anterior Hasmonei) cerca del cementerio judío.
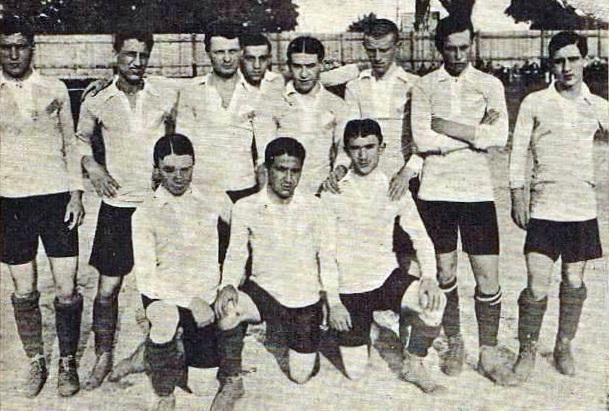
El Hasmonea Lwów de 1915
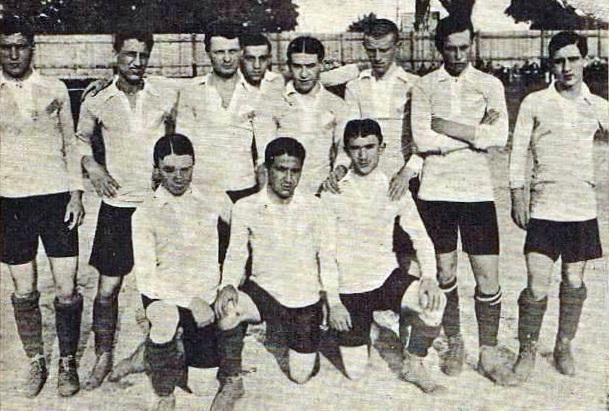
El Hasmonia Lwow de 1927
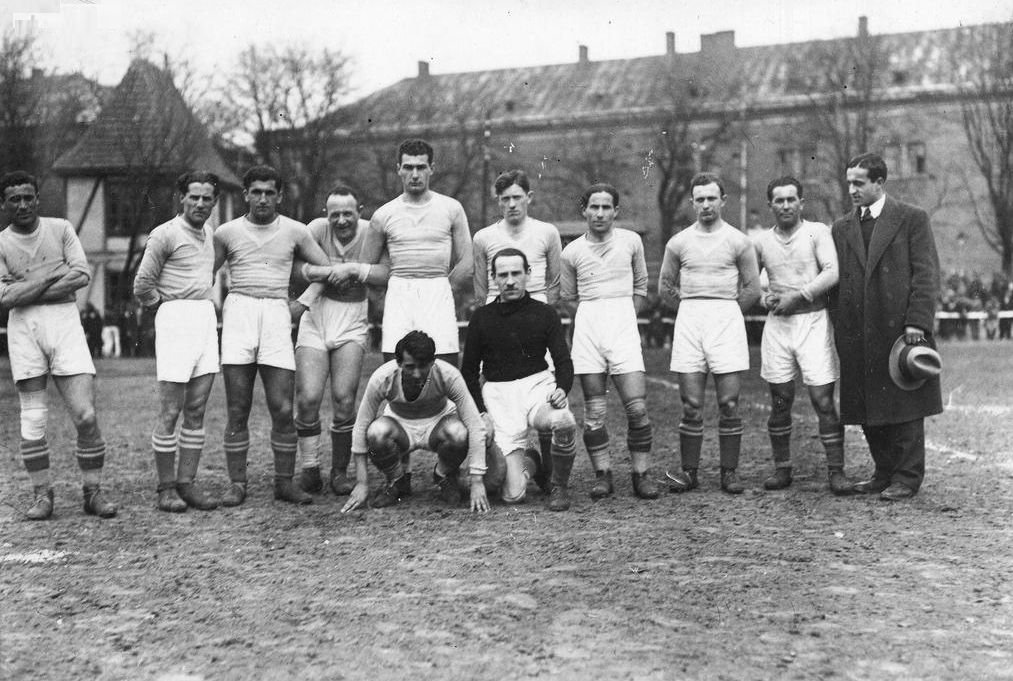
Hasmonea Lwow de 1935
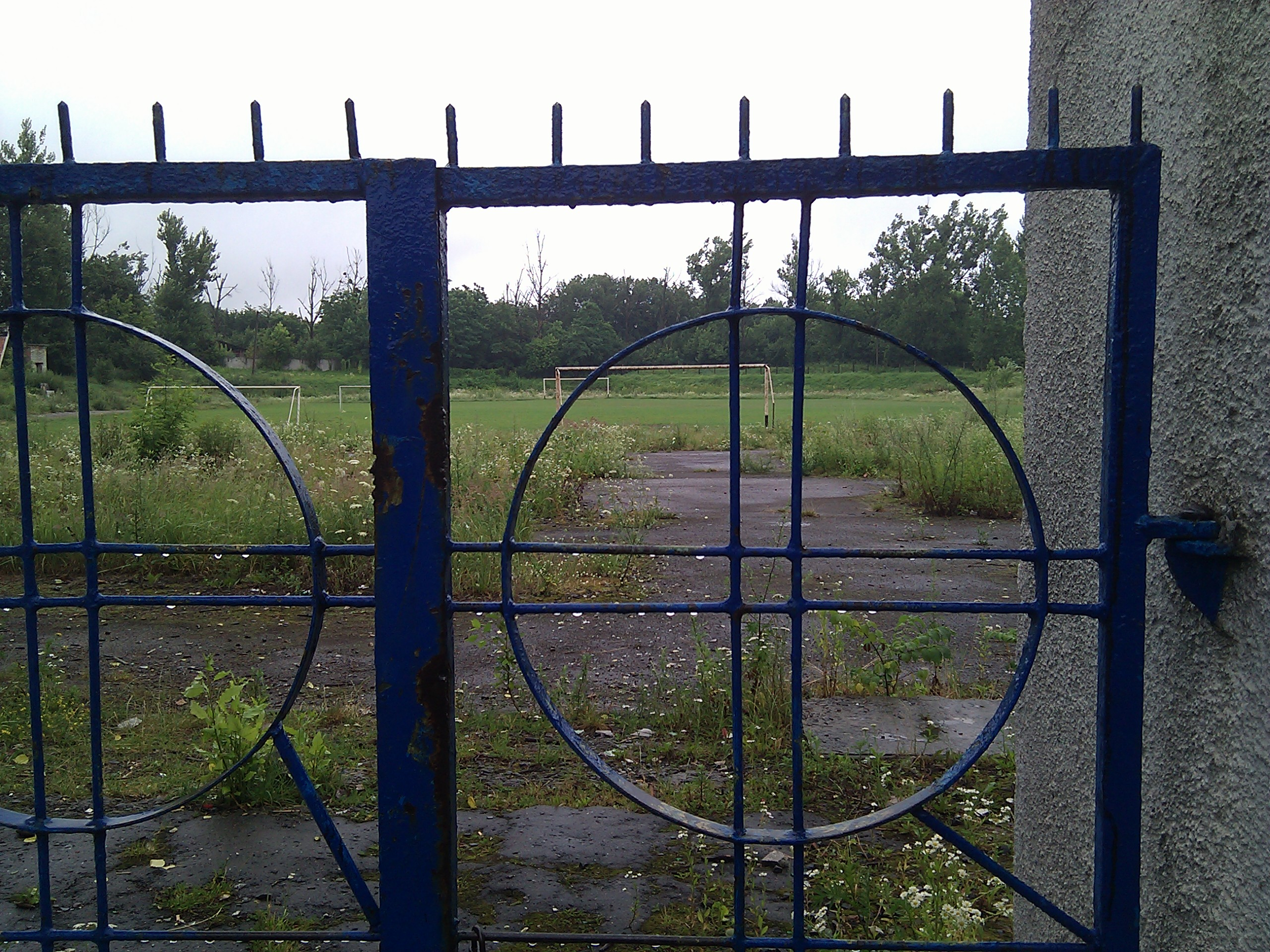
Vista del campo del Estadio Hasmonei